# Іршат
Ірша́т (рос. Иршат, башк. Иршат) — присілок у складі Альшеєвського району Башкортостану, Росія. Входить до складу Гайніямацької сільської ради.
Населення — 65 осіб (2010; 81 в 2002).
Національний склад:
- башкири — 74 %